# Camarón de Tejeda (municipalité)
La municipalité de Camarón de Tejeda est l'une des 212 municipalités de l'État de Veracruz, et est située dans la partie centrale de cet État. Elle est située à l'ouest du golfe du Mexique, dans le bassin versant du fleuve Río Jamapa, et se trouve sur les piémonts de la chaîne de montagne de la Sierra Madre orientale. Son chef-lieu est la ville éponyme de Camarón de Tejeda. Elle dépend de la région administrative de Las Montañas, qui est une des 10 subdivisions administratives de l'État de Veracruz.

## Toponymie
Le nom de Camarón provient de la bataille de Camerone qui eut lieu en 1863 et opposa l'armée mexicaine à une compagnie de la Légion étrangère lors de l'Expédition du Mexique. L'autre partie du nom, Tejeda, fut donnée en l'honneur de Adalberto Tejeda Olivares (es) (1883-1960), militaire et homme politique mexicain, qui prit parti en faveur des indigènes.

## Géographie
La municipalité de Camarón de Tejeda s'étend d'ouest en est le long du fleuve Río Jamapa, qui forme sa limite nord. Deux autres cours d'eau tributaires du Río Jamapa la traversent : La Posta et La Mojonera. Localisée sur les piémonts orientaux de la chaîne de montagne de la Sierra Madre orientale, son altitude oscille entre 180 et 400 mètres. Son chef-lieu, la ville de Camarón de Tejeda, se trouve sur ses confins occidentaux, à la limite avec la municipalité de Paso del Macho. Son territoire couvre une surface de 125,8 km2, et était peuplé en 2020 de 6538 habitants, pour une densité de 52 habitants par km2.
La municipalité est limitrophe au nord de celle de Zentla, à l'ouest de celle de Paso del Macho, et au nord-est de celle de Soledad de Doblado.

## Composition et démographie
La municipalité était composée en 2020 de 33 localités, dont aucune n'était considérée comme urbaine, toutes étant rurales.
| Localité            | Population |
| ------------------- | ---------- |
| Camarón de Tejeda   | 2280       |
| Rincón de Barrabás  | 1204       |
| La Mestiza          | 670        |
| Mata de Agua        | 403        |
| San Agustín         | 313        |
| Reste des localités | 1668       |
| Total population    | 6538       |

En plus de l'espagnol, une langue amérindienne est parlée dans la municipalité : le nahuatl.

## Histoire
Le site de l'actuelle ville de Camarón de Tejeda fut le lieu d'une agglomération totonaque, nommée Temaxcal, à la période précolombienne.
L'année 1863 fut marquée par la bataille de Camerone, qui opposa l'armée mexicaine à une compagnie de la Légion étrangère lors de l'Expédition du Mexique. L'armée mexicaine parvînt alors à repousser les troupes françaises.
En 1927, la ville de Camarón changea de nom pour devenir Villa Tejeda, tandis qu'en 1955 la municipalité de Temaxcal-Camarón devint Adalberto Tejeda. Elle prit son nom actuel de Camarón de Tejeda en 1986.

## Économie

### Agriculture et élevage
La superficie des parcelles semées représentait en 2019 une surface totale de 5978 hectares, parmi lesquels 3500 hectares étaient des espaces de prairies voués au pâturage, 1347 hectares étaient voués à la culture du maïs, et 868 hectares à celle de la canne à sucre.
En 2020, la production de viande par tonnes comprenait 872 tonnes de viande bovine, 360,4 tonnes de viande porcine, 6,7 tonnes de viande ovine, 3,1 tonne de viande caprine, 1496 tonnes de volailles, et 8 tonnes de dinde. La superficie vouée à l'élevage représentait alors 3126 hectares.